# Белджум (тауншип, Миннесота)
Белджум (англ. Belgium) — тауншип в округе Полк, Миннесота, США. На 2000 год его население составило 111 человек.

## География
По данным Бюро переписи населения США площадь тауншипа составляет 94,4 км², из которых 94,4 км² занимает суша, а 0,1 км² — вода (0,05 %).

## Демография
По данным переписи населения 2000 года здесь находились 111 человек, 35 домохозяйств и 26 семей. Плотность населения —  1,2 чел./км². На территории тауншипа расположено 38 построек со средней плотностью 0,4 построек на один квадратный километр. Расовый состав населения: 91,89 % белых и 8,11 % коренных американцев.
Из 35 домохозяйств в 42,9 % воспитывались дети до 18 лет, в 71,4 % проживали супружеские пары, в 2,9 % проживали незамужние женщины и в 25,7 % домохозяйств проживали несемейные люди. 22,9 % домохозяйств состояли из одного человека, при том 11,4 % из — одиноких пожилых людей старше 65 лет. Средний размер домохозяйства — 3,17, а семьи — 3,88 человека.
36,9 % населения — младше 18 лет, 6,3 % — в возрасте от 18 до 24 лет, 32,4 % — от 25 до 44, 17,1 % — от 45 до 64, и 7,2 % — старше 65 лет. Средний возраст — 33 года. На каждые 100 женщин приходилось 105,6 мужчин. На каждые 100 женщин старше 18 приходилось 100,0 мужчин.
Средний годовой доход домохозяйства составлял 38 750 долларов, а средний годовой доход семьи —  38 750 долларов. Средний доход мужчин —  26 875  долларов, в то время как у женщин — 13 500. Доход на душу населения составил 10 385 долларов. За чертой бедности находились 21,4 % семей и 21,5 % всего населения тауншипа, из которых 20,0 % младше 18 лет.